# Leon Kratzer
Leon Kratzer (* 4. Februar 1997 in Bayreuth) ist ein deutscher Basketballspieler. Er steht beim FC Bayern München unter Vertrag.
Kratzer ist der Sohn des ehemaligen Nationalspielers Marc Suhr. Bereits in seiner Jugend wechselte er innerhalb Oberfrankens in die Nachwuchsmannschaften des damaligen deutschen Herren-Meisters Brose Baskets, deren beste Nachwuchsspieler im TSV Tröster Breitengüßbach organisiert waren. Ab 2013 lief der frühere Jugendauswahlspieler zudem für die Herren des BCM Baunach in der zweithöchsten deutschen Spielklasse ProA auf. Zur Saison 2015/16 erhielt Kratzer einen Profivertrag bei den Brose Baskets, wurde aber auch weiter beim TSV Breitengüßbach in der Nachwuchs-Basketball-Bundesliga (NBBL) sowie mit Doppellizenz bei den Baunachern in der 2. Bundesliga ProA eingesetzt. Nach einer Station in Würzburg und einer kurzen Rückkehr nach Bamberg schloss er sich den Skyliners Frankfurt sowie danach den Telekom Baskets Bonn an. 2023 wechselte er nach Frankreich.

## Karriere
Nachdem Kratzer als einer der jüngsten Spieler im Kader in der Saison 2010/11 bereits einzelne Spiele für seinen Stammverein aus Bayreuth in der Jugend-Basketball-Bundesliga (JBBL) absolviert hatte, wechselte er im Anschluss zum regionalen Konkurrenten TSV Tröster Breitengüßbach, der mit dem damaligen deutschen Herrenmeister Brose Baskets aus Bamberg kooperierte und dessen aussichtsreichste Nachwuchsspieler in seinen Mannschaften konzentrierte. Im zweiten Jahr zog die Mannschaft 2013 mit nur einer Saisonniederlage in das JBBL-Finalspiel ein, wo man trotz 25 Punkten und 18 Rebounds von Kratzer vor eigenem Publikum beim Endturnier jedoch dem Nachwuchs des deutschen Herren-Rekordmeisters Bayer Giants Leverkusen 54:64 unterlag. Mit der deutschen Jugendauswahl zeigte Kratzer bei der U16-Europameisterschaftsendrunde 2013 beim Zwischenrundensieg gegen den späteren Europameister Spanien mit 22 Punkten und 20 Rebounds eine ähnliche gute Leistung, doch die Auswahl um JBBL-MVP Niklas Kiel belegte nach drei abschließenden Niederlagen im K.-o.-System von Medaillen- und Platzierungsrunde nur den achten Platz. Nachdem Kratzer anschließend 2013 altersmäßig in den Kader der U19-Mannschaft des TSV Tröster Breitengüßbach in der Nachwuchs-Basketball-Bundesliga (NBBL) aufgerückt war, verpasste er mit der NBBL-Mannschaft zweimal den Einzug in das NBBL-Top Four-Turnier. Dies war dem NBBL-Meister von 2012 und Vizemeister 2011 und 2013 seit der Gründung der NBBL 2006 ansonsten nur im Jahr 2010 passiert. Bei der U18-EM-Endrunde 2015 war Kratzer gleichwohl wieder im Kader der deutschen Nachwuchsauswahl vertreten, die erneut nur den achten Platz erreichte.
Nachdem die Herrenmannschaft des TSV Tröster Breitengüßbach als Farmteam der Brose Baskets nach über zwei Jahrzehnten Zweitliga-Zugehörigkeit 2013 in die Regionalliga abgestiegen war, rückte die Herrenmannschaft des Aufsteigers 1. FC Baunach an die Stelle als Farmteam des Bamberger Erstligisten. Für die ProB-Saison 2013/14 rückte auch Kratzer mit Doppellizenz in den Baunacher Herrenkader, der unter der Firma Bike-Café Messingschlager in der dritthöchsten Herren-Spielklasse antrat. Nach mäßigem Saisonstart konnte man am Saisonende auf dem achten Platz der Gruppe Süd gerade noch die Play-offs um den Aufstieg erreichen, in denen man dann aber bis in die Finalserie einzog. Trotz der Niederlage in der Finalserie in Hin- und Rückspiel gegen das Farmteam BAWE OTB des Erstligisten EWE Baskets Oldenburg hatte man damit das Aufstiegsrecht in die zweithöchste Spielklasse ProA erreicht. Im Unterschied zum ProB-Meister BAWE OTB nahm das Baunacher Farmteam dieses Recht auch wahr und verpasste in der ProA-Runde 2014/15 als Aufsteiger auf dem neunten Platz nur knapp den Einzug in die Aufstiegs-Play-offs in die höchste Spielklasse. Die Spielanteile von Kratzer bei den Herren erhöhten sich dabei von durchschnittlich gut zehn Minuten pro Spiel in der ProB-Hauptrunde über mehr als eine Viertelstunde in den ProB-Play-offs 2014 auf knapp 20 Minuten Einsatzzeit pro Spiel in der ProA-Saison 2014/15. Sein erstes Double-Double in der zweithöchsten Herren-Spielklasse erreichte Kratzer im Heimspiel gegen die Paderborn Baskets Ende Februar 2015 mit zwölf Punkten und 14 Rebounds in 22 Minuten Einsatzzeit. Bis zum Saisonende erreichte Kratzer noch ein weiteres Double-Double und ließ noch vier weitere in bislang zehn Einsätzen zu Beginn der folgenden ProA-Saison 2015/16 folgen, in denen sich seine Einsatzzeit auf mehr als 25 Minuten pro Spiel erhöhte.
Im Sommer 2016 reiste er mit der U20-Nationalmannschaft zur EM nach Finnland und schloss das Turnier auf dem vierten Rang ab.
Im Anschluss an die Saison 2016/17 wurde Kratzer in der Abstimmung der 2. Basketball-Bundesliga zum ProA-Spieler des Jahres gewählt. Vom Internetdienst eurobasket.com wurde er als bester deutscher Spieler des ProA-Spieljahres ausgezeichnet. Zur Saison 2017/18 wechselte er zu s.Oliver Würzburg. Bei der U20-Europameisterschaft im Sommer 2017 erreichte er mit der deutschen Mannschaft den siebten Gesamtrang und erzielte im Schnitt 8,6 Punkte je Begegnung.
Im Jahr 2018 meldete sich Kratzer zum Draft-Verfahren der NBA an, ließ seinen Namen aber im Juni 2018 wieder von der Kandidatenliste streichen.
Seine Würzburger Zeit dauerte ein Jahr, er wurde in der Saison 2017/18 in 28 Bundesliga-Partien eingesetzt, in denen er im Durchschnitt 3,3 Punkte erzielte. Im Juli 2018 gab Brose Bamberg Kratzers Rückkehr bekannt. Im November 2018 wechselte er zum Bundesliga-Konkurrenten Skyliners Frankfurt. Im Mai 2019 wurde er in die A2-Nationalmannschaft berufen und schloss mit dieser im Juli 2019 die Teilnahme an der Sommeruniversiade in Neapel auf dem fünften Rang ab. Anfang Februar 2020 berief ihn Bundestrainer Henrik Rödl erstmals ins Aufgebot der A-Nationalmannschaft und verhalf ihm im selben Monat im EM-Qualifikationsspiel gegen Frankreich zum ersten Länderspieleinsatz.

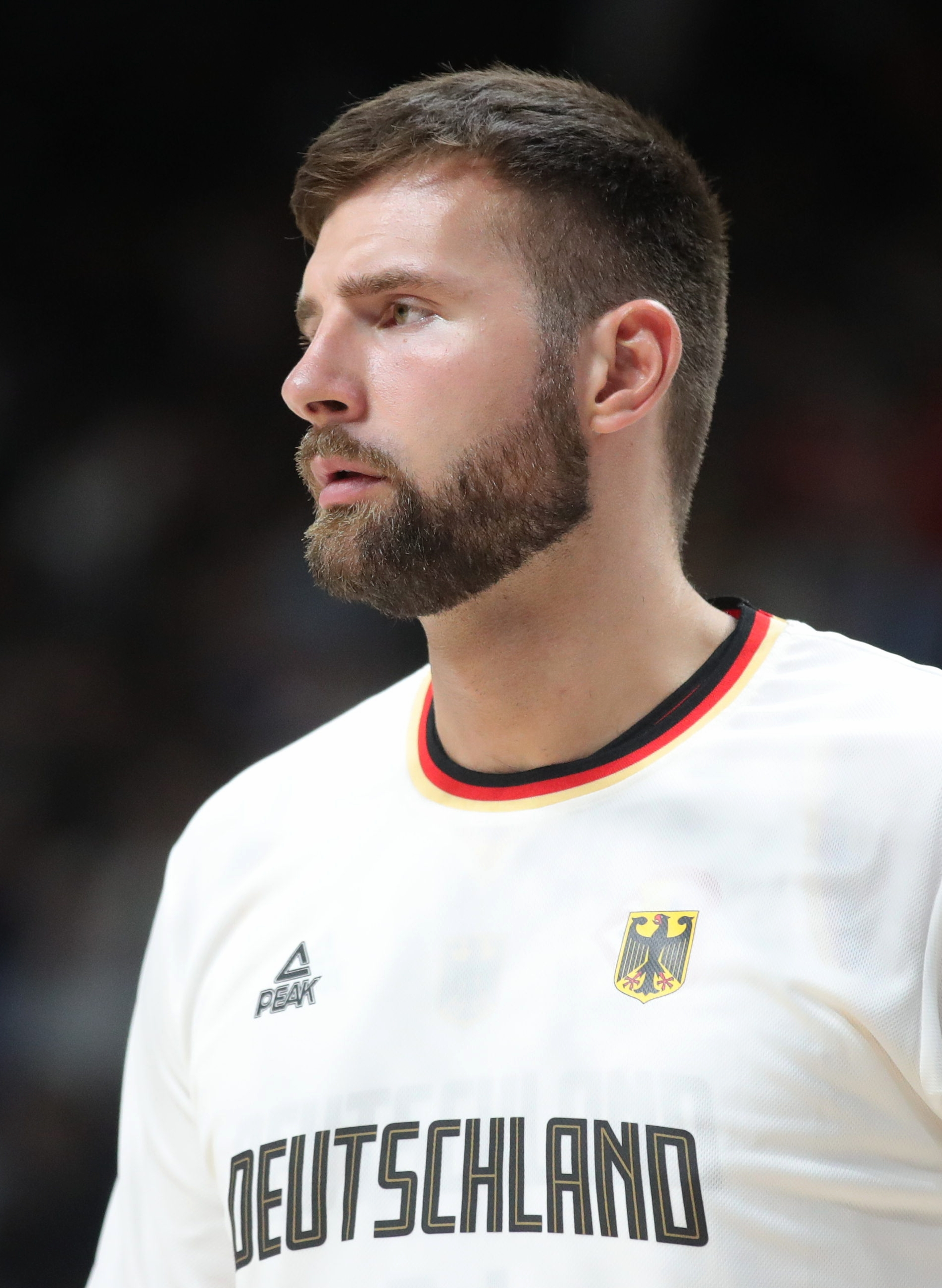
Kratzer als Mitglied der deutschen Nationalmannschaft (2023)

Im Sommer 2020 wechselte Kratzer innerhalb der Bundesliga zu den Telekom Baskets Bonn. Mit der Mannschaft gewann er im Mai 2023 die Champions League, im Juni 2023 wurde man Zweiter der deutschen Meisterschaft. Er folgte in der Sommerpause 2023 dem Bonner Trainer Tuomas Iisalo zu Paris Basketball. Kratzer gewann mit Paris im Februar 2024 den französischen Ligapokal Leaders Cup. Im April 2024 kam der Sieg im Eurocup hinzu. In der französischen Meisterschaft erreichte man 2024 die Endspiele, in denen man Monaco unterlag. Kratzer nahm 2024 mit der deutschen Nationalmannschaft an der Olympia-Vorbereitung teil, wurde aber von Bundestrainer Gordon Herbert nicht in den endgültigen Kader für das Turnier berufen.
In der Saison 2024/25 gewann Kratzer mit Paris die französische Meisterschaft sowie den französischen Pokalwettbewerb. Mitte Juli 2025 gab der FC Bayern München Kratzers Verpflichtung bekannt.

## Erfolge und Auszeichnungen
- Deutscher Meister: 2017
- Champions-League-Sieger: 2023
- EuroCup-Sieger: 2024
- Sieger französischer Ligapokal: 2024
- Französischer Pokalsieger: 2025
- Französischer Meister: 2025

## Sonstiges
Kratzer wurde im November 2024 Mitgesellschafter des Betreibers der Mannschaft BBC Bayreuth (BBC Bayreuth Spielbetrieb GmbH).